# بره بنت عبدالمطلب
بره بنت عبدالمطلب (به عربی: برة بنت عبد المطلب) دختر عبدالمطلب و فاطمه بنت عمرو بود. او عمه محمد پیامبر اسلام بود.

## زندگی
او دو بار ازدواج کرد، شوهر اول او عبدالاسد بن هلال از قبیله بنو مخزوم قریش بود.
پسرانشان ابو سلمه، سفیان و اسود نام داشتند. ابو سلمه و سفیان مسلمان شدند در حالی که اسود مسلمان نشد، اسود در جنگ بدر در سپاه قریش بود و کشته شد.
شوهر دوم او ابو روحم بن عبدالعزا از قبیله عامر بن لعیه قریش بود. پسرشان ابو صبره نام داشت.
بره با ایمان به اسلام درگذشت. شوهرش بعد از او با میمونه بنت حارث ازدواج کرد.